# America’s Army

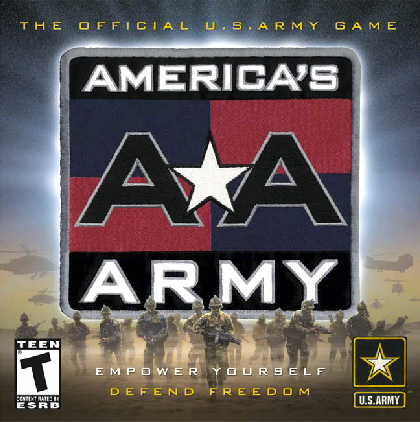
Cover von America’s Army 2

America’s Army ist ein Online-Spiel im Stil eines typischen Taktik-Shooters mit Elementen des Ego-Shooters, das von der United States Army entwickelt und kostenlos publiziert wird (Freeware).
Die ursprünglichen Versionen wurden vom MOVES Institute (Modeling Virtual Environments and Simulation Institute) der Naval Postgraduate School im Auftrag der United States Army entwickelt. Finanziert wird das auf der Unreal Engine 2 basierende Spiel aus dem Staatshaushalt und ist im Jahr 2002 erstmals veröffentlicht worden.
Es handelt sich um das erste Computerspiel der US-Armee, das nicht zu Trainingszwecken, sondern ausschließlich zur Propaganda und Rekrutierung entwickelt wurde. Die US-Armee beabsichtigt junge, intelligente Menschen anzuwerben, die der modernen Kriegsführung gewachsen sind und die nötige Reaktionsschnelligkeit, vernetztes Denken und Technikaffinität mitbringen. Die erfolgreichsten Spieler des Spiels werden per E-Mail von Rekrutierungsangestellten des Heeres angeschrieben.
Mittlerweile ist eine neue Version auf Basis der Unreal Engine 3 erschienen. Die ursprünglich veranschlagten Kosten von 7 Millionen US-Dollar wurden inzwischen deutlich übertroffen. Die Entwicklung kostete bis zum Dezember 2009 bereits 32,8 Millionen US-Dollar und wurde vom Verteidigungsministerium der Vereinigten Staaten mitfinanziert. Der Betreiber der Server ist die United States Military Academy in West Point.

## Das Spiel

### Spielprinzip
Im Spiel gibt es mehrere verschiedene virtuelle Kriegsschauplätze, auf denen zwei Teams gegeneinander antreten und bestimmte Aufträge zu erfüllen haben. Dies sind zum Beispiel das Sichern (Erobern) eines Waffenlagers auf der einen und das Verteidigen des Lagers auf der anderen Seite. Das besondere daran ist, dass der Spieler und dessen Team – egal für welches Team er sich entscheiden sollte – in jedem Fall das Aussehen und die Bezeichnung US-amerikanischer Soldaten (verschiedensten Einheiten der US-Infanterie angehörend) annehmen, wohingegen das gegnerische Team – ebenfalls in jedem Fall – das Aussehen und die Bezeichnung nicht-amerikanischer, meist als „OpFor“ (Jargon der Army für „Opposing Forces“, dt.: „gegnerische Streitkräfte“) bezeichneter Gegner, erhalten. Das gegnerische Team sieht diesen Spieler hingegen als „OpFor“ an und sich selbst als US-Soldaten. Dieses entgegengesetzte Team wird neben „OpFor“ aber auch als Terroristen („terrorist forces“) oder Aufständische („insurgents“) benannt, was wieder auf den politischen Hintergrund des Spieles zurückzuführen ist. Virtuell gekämpft wird mit Waffen, die denen der US Army detailgetreu bis in die Bedienung nachgebildet sind. Die Gegner kämpfen mit entsprechend authentischen, meist russischen Waffen. Das Spielprinzip belohnt gute Teamarbeit – ein Team, welches gut zusammenarbeitet, hat einen wesentlichen Vorteil gegenüber einem Team voller Einzelkämpfer.
Ab Version 2.7 gibt es den Cooperative-Mode, bei dem alle Spieler auf einem Server gegen computererzeugte Gegner spielen.

### Honor
Um sich am Spiel beteiligen zu können, benötigt jeder Spieler ein Benutzerkonto (Account) auf dem zentralen Server, in dem sein „Honor“-Level und die von ihm absolvierten Trainingseinheiten permanent festgehalten werden.
Bei Honor (dt.: „Ehre“) handelt es sich um eine ins Spiel integrierte Variable, die das Befolgen der sieben Grundsätze der Armee (Loyalität, Pflicht, Respekt, selbstloser Dienst, Ehre, Integrität, Mut) symbolisieren soll. Die Steigerung dieses Wertes erfolgt ähnlich wie in einem Rollenspiel durch das Gewinnen einer Runde oder eines einzelnen Missionszieles, das Heilen eines Teammitgliedes, jedoch auch durch das Töten eines Gegenspielers. Abzüge gibt es für Verstöße gegen die Rules Of Engagement (ROE), beispielsweise das Verletzen oder Töten von Teammitgliedern oder Zivilisten. Bei einer schweren Verletzung der ROE kann der Spieler vom Server geworfen werden, sollte sein Honor-Level auf Null sinken (neue Benutzerkonten beginnen mit 10) wird das Konto gelöscht. Psychologisch handelt es sich beim Erwerb von Honor-Punkten um eine operante Konditionierung, sodass das Steigern des Honor-Levels einen Suchtfaktor darstellen kann. Die Steigerung ist am Anfang des Spieles sehr schnell, doch je mehr Ehre ein Spieler besitzt, desto langsamer erfolgt der Anstieg. Bei 61 „Honor“ hat der Spieler beispielsweise nur rund 13 Prozent der Punkte erhalten, die er bis zu 100 benötigen würde. Aus diesem Grund gibt es nur eine Handvoll Spieler, deren Honor-Wert bei 100 liegt, da es mehrere 1000 Stunden benötigt, dies zu erreichen.

### Realismus
Das Spiel selbst ähnelt anderen teambasierten Taktik-Shootern, allerdings sind viele Spielelemente wesentlich realistischer als in vergleichbaren Spielen. Spieler können ihre Waffen nicht frei wählen, sondern nur eine Rolle in der Einheit (mit einer bestimmten zugewiesenen Waffe) auswählen. Auch die Bedienung der Waffen ist komplexer als in vielen anderen Spielen, „aus der Hüfte“ abgefeuerte Schüsse sind selbst auf kurze Distanz extrem unpräzise.
Sehr realistisch fällt auch die Simulation von Verletzungen aus. Ein angeschossener Spieler kann verbluten, wenn er keine Hilfe (Sanitäter, engl.: Medic) sucht. Der Sanitäter kann zwar die Blutung stoppen, jedoch nicht vollständig heilen; außerdem wird die Bewegungs- und Zielfähigkeit des Verletzten je nach Grad der Verletzung eingeschränkt. Sprich, man fängt wegen der virtuellen Schmerzen beim Zielen zu zittern an, wodurch präzise Schüsse schwieriger werden.
Die visuelle und akustische Darstellung eines Treffers bei einer Figur fällt hingegen unrealistischer aus. Sie beschränkt sich auf eine kleine rote „Blut-Wolke“. Der Grund dafür war, dass große Mengen an Blut auf dem Boden und an Wänden, sichtbaren Verletzungen und Todesschreien zu einer Alterseinstufung geführt hätten, die nicht mehr der Zielgruppe entsprochen hätte. Außerdem sollte verhindert werden, dass das Spiel in Kontroversen über fiktionale Gewalt verwickelt wird. Kritiker weisen jedoch darauf hin, dass America's Army damit gleichzeitig das unrealistische Bild eines „sauberen“ Krieges vermittelt. Jedoch zeigt kaum ein anderes Spiel realistischer, wie schnell man in einem echten Krieg fallen kann – man stirbt im Spiel zwar ohne viel Blut, aber gerade bei Anfängern ist ein schneller Tod, ohne den Gegner überhaupt zu Gesicht bekommen zu haben, nicht selten.

### Tutorial
Eine Besonderheit des Spiels ist, dass jeder Spieler, bevor er sich am eigentlichen Online-Geschehen beteiligen kann, ein im Vergleich zu anderen Spielen sehr umfangreiches Training absolvieren muss. In Version 2.7 wurde eine Möglichkeit für neue Spieler geschaffen, auf gesonderten Servern auf ausgewählten Karten ohne Absolvierung von Trainingseinheiten zu spielen.
Zusätzlich zu dieser „Grundausbildung“ existieren noch zusätzliche Trainingseinheiten, die der Spieler bestehen kann, um besondere Rollen (z. B. Scharfschütze) einnehmen zu können. Diese Trainingseinheiten fordern nicht nur spielerische Fähigkeiten: Um sich als Sanitäter zu qualifizieren muss der Spieler beispielsweise einen Vortrag über lebensrettende Sofortmaßnahmen anhören und anschließend einen Multiple-Choice-Test zum Thema beantworten.
Jeder Abschnitt des Trainings spielt in äußerst detailgetreu nachgestellten Originalschauplätzen der US-Armee. Wenn man z. B. in einer Trainingseinheit einen Kameraden tötet, so handelt man sich einen Aufenthalt im Militärgefängnis Fort Leavenworth ein. Allerdings haben manche Trainingseinheiten nicht nur das Ziel, dem Spieler das Spiel beizubringen, sondern eine positive Sicht des Soldatseins zu vermitteln. Aufgrund der teilweise schwierigen Trainingsmissionen kursieren viele Antwortbögen und Lösungen im Internet.

## Geschichte
Im Jahr 1999 befand sich die Anzahl an Rekrutierungen der US Army auf einem Rekordtief, dem tiefsten Stand seit 30 Jahren, während die anderen Teilstreitkräfte ihre Rekrutierungsziele regelmäßig übererfüllten. Aus diesem Grund wurde im Kongress der Vereinigten Staaten beschlossen, „aggressive und innovative Experimente“ bezüglich der Rekrutierung durchzuführen. Die Ausgaben für Rekrutierung wurden im Verteidigungsministerium der Vereinigten Staaten auf über 2,2 Milliarden US-Dollar jährlich angehoben. Davon wurde eine Werbekampagne finanziert, zu der unter anderem das Spiel gehört, aber auch der Aufbau eines US-Army-Teams bei der beliebten US-amerikanischen Rennsportserie NASCAR, wo das Spiel nun auch ausgehändigt wird.
1999 präsentierte Oberstleutnant E. Casey Wardynski, späterer Projektleiter von America's Army, dem Staff for Personnel sowie dem Secretary of the Army for Military Manpower der US Army die Idee eines auf der United States Army basierenden und von ihr kontrollierbarem Online-Computerspieles, um ein positives Image der US-Armee hauptsächlich der Jugend einzuprägen.

### PC-/Mac-/Linux-Version
Am 4. Juli 2002 wurde die erste Version von America's Army, genannt Recon, im Internet kostenlos zum Herunterladen angeboten und wurde auch aufgrund der großen Anzahl zur Verfügung stehender (von der US Army gesponserten) Server, der leistungsstarken Unreal Engine und des populären Spielstils Counterstrikes innerhalb kurzer Zeit zu einem der meistgespielten Online-Ego-Shooter im Internet. Parallel sollte eine Art Adventure in einem Boot Camp namens America's Army: Soldiers veröffentlicht werden, aus unbekannten Gründen kam es aber nie dazu. Die nachfolgenden Versionen, die den Namen Operations trugen, enthielten vor allem Fehlerkorrekturen sowie neue Karten. Ab Version 1.7 wurden außerdem die Betriebssysteme Linux und macOS unterstützt.
Am 6. November 2003 ist die nach wie vor kostenlose Version 2.0.0 – America's „Army Special Forces“ – veröffentlicht worden. Warum ab dem Zeitpunkt die US-Spezialeinheiten in den Mittelpunkt gerückt worden sind, gaben die Entwickler nicht an, aber, wie eine Broschüre der US Navy zugibt, geschah dies jedoch nicht ohne Intention: Wegen ihres Erfolges wolle das US-Verteidigungsministerium die Zahl der Spezialeinheiten verdoppeln. Daher wanderte der Befehl die Ränge hinunter und fand auch Umsetzung in America's Army, was den Glauben der Army an das Spiel als Rekrutierungsmethode unterstreicht. Ab dieser speziellen Version von America's Army wurde eine weitere Einheit der US Army, die Special Forces, in das Spiel integriert. Diese Version ist im Vergleich zur ersten Version von vor eineinhalb Jahren stark fortgeschritten, was zeigt, wie viele Personal- und Geldmittel der US Army in das Spiel investiert werden. Unter anderem wurde die Grafik verbessert und eine Ragdoll-Engine lizenziert.
Ab Version 2.4 wird das Spiel auf Basis der Unreal Engine 2.5 entwickelt.
Bei der Spielversion, die am 9. Februar 2006 veröffentlicht wurde, handelt es sich um Version 2.6 – America's Army: Special Forces (Link-Up). Allerdings wurde mit dieser Version auch wieder die Client-Unterstützung für die beiden Betriebssysteme Linux und Mac OS eingestellt, d. h., sie ist nur für Microsoft Windows verfügbar.
Bei der Rekrutierung konnte das Spiel offenbar bereits zu der erhofften Trendwende beitragen: In der Militärakademie in West Point etwa behaupteten 19 Prozent der Neulinge des Jahrganges 2003, dieses Spiel gespielt zu haben. Des Weiteren sind die Rekrutierungsquoten seit mehreren Jahren wieder steigend und entsprechen nunmehr den Erwartungen. Michael Zyda, der Direktor der Gruppe der Navy, die an der Entwicklung des Spieles beteiligt war, führt die wenigen Proteste gegen America's Army auf die veränderte Einstellung der US-Bevölkerung zum Militär zurück: Die Terroranschläge am 11. September 2001 hätten den Erfolg des Spieles gesichert, denn nun finde das Land alles großartig, was das Militär mache.
Seit dem 14. September 2006 steht die Version 2.7 (America's Army: Special Forces (Overmatch)) zum Herunterladen bereit. Da die Neuerungen dieser Version sehr umfangreich ausgefallen sind, ist die Datei mit rund 2,5 GB auch entsprechend groß geraten. Ein Patch steht nicht zur Verfügung, es wird nur die Vollversion angeboten.
Ab dem 21. Dezember 2006 steht die Version 2.8 (America's Army: Special Forces (Coalition)) bereit. Diese Version erlaubt durch den integrierten Karteneditor das Erstellen und Ändern von eigenen Karten. Aktuelle Version ist 2.8.5.
Am 17. Juni 2009 war der Release eines komplett neu entwickelten Spiels in der „Version 3.0“ auf Basis der Unreal-3-Engine. Aufgrund der vielen Bugs und unzureichender Serverkapazitäten war diese Version unspielbar und wurde erst durch einen Hotfix-Patch am 19. Juni 2009 leicht verbessert. Des Weiteren wurden die Entwicklerstudios einen Tag nach der Veröffentlichung von AA 3.0 geschlossen.

### Xbox-360-Versionen
Um ein breiteres und jüngeres Publikum zu erreichen, wurde eine Umsetzung des Spieles für die Xbox mit dem Titel „America's Army: Rise of a Soldier“ produziert und am 21. Februar 2006 veröffentlicht. Über Xbox Live können maximal 16 Spieler gegeneinander antreten. Die Xbox-Version wurde Ende 2005 von der USK ab 16 Jahren freigegeben. Eine gleichlautende Version für die PS2 war ebenfalls geplant, wurde jedoch nie umgesetzt. Ubisoft hat im Juli 2007 das Spiel America's Army: True Soldiers für die Xbox 360 angekündigt, allerdings ist es nur in Nordamerika am 15. November 2007 erscheinen. Das Spiel wurde von Red Storm Entertainment auf Basis von Ghost Recon Advanced Warfighter 2 entwickelt.

### Arcade-Automaten-Version
Das US-Arcadeautomaten Hersteller Global VR entwickelt ab Sommer 2007 in Zusammenarbeit mit dem US-Verteidigungsministerium einen Arcade-Automat mit acht Mini-Spielen, in denen der Spieler mit zwei Licht-Pistolen Missionen bewältigen muss, die „auf echten Trainings der Armee basieren“, aber weniger gewalthaltige Action bietet und deshalb in den USA ohne Altersbeschränkung freigegeben wurde.

### Handy-Version
Der französische Entwickler und Herausgeber von Videospielen für Mobilgeräte Gameloft bietet seit März 2007 America's Army: Special Operations, ein offizielles Handyspiel der U.S. Army, an.

## Rezeption
PC Action hob hervor, dass sich das Werbespiel durchaus mit Vollpreisproduktionen messen lassen können was ein Novum darstelle.
Hartmut Gieselmann von heise online kritisierte, dass das Fehlen von Bluteffekten und das Ausblenden von expliziter Gewaltdarstellung einerseits zu einer Jugendfreigabe führe, auf der anderen Seite moderne Kriegsführung als gesittet und sauber propagiere. Trotz der Androhung drakonischer Strafen durch die US Army war das Spiel lange Zeit von Cheatern betroffen, die ehrlichen Spielern den Spaß verderben.
Das deutsche Spielemagazin GameStar stellte im Test von Version 3 viele technische Mängel fest. Als besonders störend wurden Verbindungsprobleme, regelmäßige Abstürze der Spiele-Server und Lag benannt, die zur Abwertung führten. Auch die Verbindung zum Authentifizierungsserver ist öfter gestört und führt zum Verlassen des Spiels oder zu einem Programmabsturz. Auffällig seien auch Darstellungsfehler beim Waffenwechsel. Die Entwickler des Spiels selbst machten Personal- und Zeitmangel für die zahlreichen Programmfehler verantwortlich.
Der Romanautor Ernest Cline griff das Spiel in seinem Roman Armada auf und stellte es in eine Reihe weiterer Filme und Computerspiele, die die Menschheit auf eine Invasion von Außerirdischen vorbereiten sollten.